# Václav Bouček
Václav Bouček (5. září 1869 Velká Bíteš – 10. dubna 1940 Praha) byl český advokát a český a československý politik, spoluzakladatel realistické strany a České strany pokrokové, blízký přítel Tomáše Masaryka a poslanec Revolučního národního shromáždění Republiky československé za Československou stranu pokrokovou.

## Biografie
Působil v Praze jako právní teoretik. Koncem 19. století byl aktivní v realistickém hnutí a byl spojencem Tomáše Masaryka. Patřil mezi okruh Masarykových přátel, kteří na něj naléhali, ať své hnutí zformuje v politickou sílu. Roku 1900 po hilsneriádě pak byla skutečně založena Česká strana lidová (neboli Realistická strana). Bouček se podílel na vypracování jejího právního statutu. V roce 1905 pak spolu s Masarykem pomáhal budovat Českou stranu pokrokovou. Později se odštěpil a přešel do skupiny, která se ustavila jako Československá strana pokroková. Vystoupil jako obhájce T. G. Masaryka v roce 1906 proti žalobě 306 katechetů pro urážku na cti a v roce 1901 hájil rovněž úspěšně básníka Josefa Svatopluka Machara. V letech 1901 až 1906 vydával Právnické rozhledy, kde publikoval řadu článků (např. O náboženských deliktech). V průběhu první světové války spoluzakládal odbojovou skupinu Maffie.
V letech 1918–1920 zasedal v Revolučním národním shromáždění. Byl profesí advokátem. Ve své poslanecké funkci se výrazně podílel na tvorbě československé ústavy z roku 1920, vystupoval jako zpravodaj konečného návrhu. V rámci její tvorby podpořil volební právo žen slovy "ženské by byly v mnohých věcech lepší než my".
V parlamentu zasedal za Československou stranu pokrokovou, která ale v té době byla jen malou politickou formací. Společně s Československou sociálně demokratickou stranou dělnickou a Československou socialistickou stranou utvořila Socialistický blok. Většina jejích členů ale roku 1920 fúzovala s Československou socialistickou stranou (pozdější národní socialisté). V roce 1925 se Bouček podílel na manifestu, ve kterém převážně zklamaní členové Československé národní demokracie ohlašují vznik Národní strany práce, která se pak neúspěšně účastnila voleb v roce 1925.
V profesním životě se profiloval jako znalec anglického práva a byl autorem několika odborných studií. Například Ochrana cti podle práva anglického (1906) nebo Příčiny úpadku demokracie (1936). Za nacistické okupace dokázal ukýt některé důvěrné dokumenty týkající se rodiny T. G. Masaryka.